# Videogiochi basati su Alien e Predator
In questa pagina sono elencati i videogiochi ispirati ai media franchise con protagonisti Alien, Predator o entrambe le creature. A partire dal primo Alien, prodotto dalla Fox Interactive per Atari 2600, nel corso degli anni sono stati creati decine di titoli per svariate piattaforme, basati sui film, fumetti o dotati di trame originali.

## Elenco dei videogiochi

### Anni '80
| Titolo                             | Prima pubblicazione | Dettagli |
| ---------------------------------- | ------------------- | --- |
| Alien                              | 1982                | Anno e piattaforma/e: 1982 — Atari 2600 |
| Alien                              | 1982                | Note: - Basato sul film del 1979 Alien. - Sviluppato e pubblicato da Fox Interactive. |
| Alien                              | 1984 1985           | Anno e piattaforma/e: 1984 — Commodore 64, ZX Spectrum 1985 — Amstrad CPC |
| Alien                              | 1984 1985           | Note: - Basato sul film Alien. - Sviluppato da Amsoft, Concept Software Ltd. e Argus Press Software Ltd. - Pubblicato da Argus Press Software Ltd. |
| Aliens: The Computer Game          | 1986 1987           | Anno e piattaforma/e: 1986 — Commodore 64 1987 — Amstrad CPC, Apple IIe, ZX Spectrum |
| Aliens: The Computer Game          | 1986 1987           | Note: - Basato sul film Aliens - Scontro finale. - Sviluppato da Activision e Mr. Micro. - Pubblicato negli USA da Activision. - Pubblicato in Europa da Electric Dreams Software.                                                                    |
| Aliens: The Computer Game          | 1987                | Anno e piattaforma/e: 1987 — Amstrad CPC, Commodore 16, Commodore 64, MSX, ZX Spectrum |
| Aliens: The Computer Game          | 1987                | Note: - Basato sul film Aliens - Scontro finale. - Sviluppato da Software Studios. - Pubblicato in Europa e USA da Electric Dreams Software e Ricochet. - Pubblicato in Spagna da Proein Soft Line.                                                   |
| Aliens: Alien 2                    | 1987                | Anno e piattaforma/e: - 1987 — MSX |
| Aliens: Alien 2                    | 1987                | Note: - Basato sul film Aliens - Scontro finale. - Sviluppato e pubblicato da SquareSoft. - Il titolo in giapponese è エイリアン2 che significa Alien 2.                                                                                              |
| Predator                           | 1987                | Anno e piattaforma/e: - 1987 — Amstrad CPC, Commodore 64, Nintendo Entertainment System, ZX Spectrum - 1988 — Acorn Electron, Atari ST, BBC Micro, MSX 1989 — Amiga                                                                                   |
| Predator                           | 1987                | Note: - Basato sul film Predator. - Sviluppato da Pack-In-Video. - Pubblicato da Activision. |
| Predator: Soon the Hunt Will Begin | 1988 1989           | Anno e piattaforma/e: - 1988 — NES, MSX |
| Predator: Soon the Hunt Will Begin | 1988 1989           | Note: - Basato sul film Predator. - Sviluppato da Pack-In-Video. - Pubblicato in Giappone da Pack-In-Video. - Pubblicato negli USA da Activision. - In Giappone il gioco è conosciuto come Schwarzenegger Predator (シュワルツェネッガー プレデター). |

### Anni '90
| Titolo                                  | Prima pubblicazione | Dettagli |
| --------------------------------------- | ------------------- | --- |
| Aliens                                  | 1990                | Anno e piattaforma/e: 1990 — Arcade |
| Aliens                                  | 1990                | Note: - Basato sul film Aliens - Scontro finale. - Sviluppato e pubblicato da Konami. |
| Predator 2                              | 1991                | Anno e piattaforma/e: 1991 — Amiga, Amstrad CPC, Atari ST, Commodore 64, MS-DOS, ZX Spectrum |
| Predator 2                              | 1991                | Note: - Basato sul film Predator 2. - Sviluppato da Oxford Mobius e Arc Developments. - Pubblicato da Image Worls e Konami. |
| Predator 2                              | 1992                | Anno e piattaforma/e: 1992 — Sega Master System, Game Gear, Sega Mega Drive |
| Predator 2                              | 1992                | Note: - Basato sul film Predator 2. - Sviluppato da Perfect 10 e Teeny Weeny Games. - Pubblicato Arena Entertainment e Acclaim Entertainment. |
| Alien³                                  | 1992 1994           | Anno e piattaforma/e: 1992 — Amiga, Commodore 64, Sega Master System 1993 — NES, Sega Mega Drive/Genesis 1994 — Game Gear |
| Alien³                                  | 1992 1994           | Note: - Basato sul film Alien³ - Sviluppato da Probe Entertainment e Eden Entertainment Software. - Pubblicato negli USA, Europa e Giappone da Arena Entertainment, Acclaim Entertainment, LJN e Virgin Interactive, - Pubblicato in Brasile da Tectoy. |
| Alien vs Predator                       | 1993                | Anno e piattaforma/e: 1993 — SNES |
| Alien vs Predator                       | 1993                | Note: - Sviluppato da Jorudan. - Pubblicato negli USA ed Europa da Activision e in Giappone da IGS. - La versione giapponese è intitolata Aliens vs. Predator e presenta leggere differenze di gameplay.                                                |
| Alien³                                  | 1993                | Anno e piattaforma/e: 1993 — Game Boy |
| Alien³                                  | 1993                | Note: - Basato sul film Alien³. - Sviluppato da Bits Studios. - Pubblicato da LJN. |
| Alien³                                  | 1993                | Anno e piattaforma/e: 1993 — NES |
| Alien³                                  | 1993                | Note: - Basato sul film Alien³. - Sviluppato da Probe Entertainment. - Pubblicato da LJN. |
| Alien³                                  | 1993                | Anno e piattaforma/e: 1993 — SNES |
| Alien³                                  | 1993                | Note: - Basato sul film Alien³. - Sviluppato da Probe Entertainment. - Pubblicato da LJN. |
| Alien vs Predator: The Last of His Clan | 1993                | Anno e piattaforma/e: 1993 — Game Boy |
| Alien vs Predator: The Last of His Clan | 1993                | Note: - Sviluppato da ASK Kodansha . - Pubblicato da Activision. - La versione giapponese è intitolata Alien vs. Predator. |
| Alien³: The Gun                         | 1993                | Anno e piattaforma/e: 1993 — Arcade |
| Alien³: The Gun                         | 1993                | Note: - Basato sul film Alien³. - Pubblicato da SEGA. |
| Alien vs. Predator                      | 1994                | Anno e piattaforma/e: 1994 — Arcade |
| Alien vs. Predator                      | 1994                | Note: - Sviluppato e pubblicato da Capcom. |
| Alien vs Predator                       | 1994                | Anno e piattaforma/e: 1994 — Atari Jaguar |
| Alien vs Predator                       | 1994                | Note: - Sviluppato da Rebellion. - Pubblicato da Atari. |
| Aliens: A Comic Book Adventure          | 1995                | Anno e piattaforma/e: 1995 — Microsoft Windows |
| Aliens: A Comic Book Adventure          | 1995                | Note: - Pubblicato da Mindscape. |
| Alien Trilogy                           | 1996                | Anno e piattaforma/e: 1996 — PlayStation, Sega Saturn, PC |
| Alien Trilogy                           | 1996                | Note: - Basato sui film Alien (1979), Aliens - Scontro finale (1986) e Alien³ (1992). - Sviluppato da Probe Entertainment. - Pubblicato da Acclaim Entertainment.                                                                                       |
| Aliens Online                           | 1998                | Anno e piattaforma/e: 1998 — Microsoft Windows |
| Aliens Online                           | 1998                | Note: - Sviluppato da Mythic Entertainment. - Pubblicato da Kesmai. - Primo gioco online sparatutto in prima persona dove due squadre di marines e aliens combattono tra di loro. - Il budget per la realizzazione del gioco fu di 450.000 dollari.     |
| Aliens versus Predator                  | 1999                | Anno e piattaforma/e: 1999 — Microsoft Windows, Macintosh |
| Aliens versus Predator                  | 1999                | Note: - Sviluppato da Rebellion. - Pubblicato da Fox Interactive. - Il seguito è intitolato Aliens versus Predator 2. |

### Anni 2000
| Titolo                                | Prima pubblicazione               | Dettagli |
| ------------------------------------- | --------------------------------- | --- |
| Alien Resurrection                    | 10 ottobre 2000 1º dicembre 2000  | Anno e piattaforma/e: 2000 - PlayStation |
| Alien Resurrection                    | 10 ottobre 2000 1º dicembre 2000  | Note: - Sviluppato da Argonaut Games, pubblicato da Fox Interactive. - Basato su Alien - La clonazione. - Una versione per Dreamcast è stata annullata durante la conversione. |
| Aliens: Thanatos Encounter            | 30 marzo 2001 13 aprile 2001      | Anno e piattaforma/e: 2001 - Game Boy Color |
| Aliens: Thanatos Encounter            | 30 marzo 2001 13 aprile 2001      | Note: - Sviluppato da Crawfish Interactive, pubblicato da THQ. |
| Aliens versus Predator 2              | 31 ottobre 2001 2001              | Anno e piattaforma/e: 2001 - Microsoft Windows 2002 - Mac OS |
| Aliens versus Predator 2              | 31 ottobre 2001 2001              | Note: - Sviluppato da Monolith Productions - Pubblicato da Fox Interactive per Windows e da MacPlay per Macintosh. - Sequel di Aliens versus Predator di Rebellion Developments. - Una espansione, Primal Hunt, è stata pubblicata nel 2002. - Una versione per PlayStation 2 è stata annullata. |
| Aliens versus Predator 2: Primal Hunt | 13 agosto 2002 16 agosto 2002     | Anno e piattaforma/e: 2002 - Microsoft Windows |
| Aliens versus Predator 2: Primal Hunt | 13 agosto 2002 16 agosto 2002     | Note: - Sviluppato da Third Law Interactive, pubblicato da Fox Interactive e Sierra Entertainment. - Espansione per Aliens versus Predator 2. |
| Aliens versus Predator: Extinction    | 30 luglio 2003 8 agosto 2003      | Anno e piattaforma/e: 2003 - PlayStation 2, Xbox |
| Aliens versus Predator: Extinction    | 30 luglio 2003 8 agosto 2003      | Note: - Sviluppato da Zono Incorporated, pubblicato da EA Games e Fox Interactive. |
| Aliens: Unleashed                     | 25 novembre 2003                  | Anno e piattaforma/e: 2003 - Telefoni cellulari |
| Aliens: Unleashed                     | 25 novembre 2003                  | Note: - Sviluppato da Sorrent. |
| Alien vs. Predator                    | 19 agosto 2004                    | Anno e piattaforma/e: 2004 - Telefoni cellulari |
| Alien vs. Predator                    | 19 agosto 2004                    | Note: - Sviluppato e pubblicato da Superscape, basato sul film Alien vs. Predator. |
| Predator                              | 10 novembre 2004                  | Anno e piattaforma/e: 2004 - Telefoni cellulari |
| Predator                              | 10 novembre 2004                  | Note: - Sviluppato da Indiagames. |
| Alien vs. Predator                    | 13 novembre 2004                  | Anno e piattaforma/e: 2004 - Telefoni cellulari |
| Alien vs. Predator                    | 13 novembre 2004                  | Note: - Sviluppato da Wicked Witch Software. - Pubblicato da Elite Systems, basato sul film Alien vs. Predator. |
| Predator: Concrete Jungle             | 15 aprile 2005 26 aprile 2005     | Anno e piattaforma/e: 2005 - PlayStation 2, Xbox |
| Predator: Concrete Jungle             | 15 aprile 2005 26 aprile 2005     | Note: - Sviluppato da Eurocom e pubblicato da Vivendi. |
| Alien vs. Predator 3D                 | novembre 2005                     | Anno e piattaforma/e: 2005 - Telefoni cellulari |
| Alien vs. Predator 3D                 | novembre 2005                     | Note: - Sviluppato da Superscape, basato sul film Alien vs. Predator. |
| Aliens: Extermination                 | 2006                              | Anno e piattaforma/e: 2006 - Arcade |
| Aliens: Extermination                 | 2006                              | Note: - Sviluppato da Play Mechanix e pubblicato da Global VR. |
| Aliens vs. Predator: Requiem          | 13 novembre 2007 30 novembre 2007 | Anno e piattaforma/e: 2007 - PlayStation Portable |
| Aliens vs. Predator: Requiem          | 13 novembre 2007 30 novembre 2007 | Note: - Sviluppato da Rebellion Developments e pubblicato da Sierra Entertainment. - Basato su Aliens vs. Predator 2. |
| Alien vs. Predator 2 2D: Requiem      | 2007                              | Anno e piattaforma/e: 2007 - Telefoni cellulari |
| Alien vs. Predator 2 2D: Requiem      | 2007                              | Note: - Sviluppato da Superscape. - Basato sul film Aliens vs. Predator 2. - Sequel del gioco Alien vs. Predator per cellulare. |
| Predator : The Duel                   | 2008                              | Anno e piattaforma/e: 2008 - Telefoni cellulari |
| Predator : The Duel                   | 2008                              | Note: - Sviluppato da IG Fun. - Sequel di Predator (2004), sempre per cellulare. |

### Anni 2010
| Titolo                   | Prima pubblicazione                                | Dettagli |
| ------------------------ | -------------------------------------------------- | --- |
| Alien vs. Predator       | 16 febbraio 2010 18 febbraio 2010 19 febbraio 2010 | Anno e piattaforma/e: 2010 — PC, PlayStation 3, Xbox 360 |
| Alien vs. Predator       | 16 febbraio 2010 18 febbraio 2010 19 febbraio 2010 | Note: - Sviluppato da Rebellion. - Pubblicato da SEGA. |
| Predators                | 9 luglio 2010                                      | Anno e piattaforma/e: 2010 — iPhone, iPod touch, iPad |
| Predators                | 9 luglio 2010                                      | Note: - Basato sul film Predators. - Sviluppato da Angry Mob Games. - Pubblicato da Chillingo. |
| Aliens Infestation       | 11 ottobre 2011 30 settembre 2011                  | Anno e piattaforma/e: 2011 — Nintendo DS |
| Aliens Infestation       | 11 ottobre 2011 30 settembre 2011                  | Note: - Sviluppato da WayForward e Gearbox Software - Pubblicato da SEGA. - Questo è un gioco diverso dal gioco demo fatte dai fan con lo stesso nome. |
| Aliens: Colonial Marines | / 12 febbraio 2013                                 | Anno e piattaforma/e: 2013 — PC, PlayStation 3, Xbox 360 |
| Aliens: Colonial Marines | / 12 febbraio 2013                                 | Note: - Sviluppato da Gearbox Software. - Pubblicato da SEGA. - Ambientato dopo gli eventi di Alien³ (1992). - Si tratta di un gioco differente da Aliens: Colonial Marines, videogioco del 2002 mai realizzato. - Doveva uscire nel 2009, ma lo sviluppo ha subito un ritardo in favore di Aliens vs. Predator. - Una versione del gioco per Nintendo DS doveva uscire nel 2009, e una per Wii U nel 2011. Entrambe le versioni non sono però mai state realizzate. |
| AVP: Evolution           | 6 agosto 2013                                      | Anno e piattaforma/e: 2013 — Android, iPhone, iPod touch, iPad |
| AVP: Evolution           | 6 agosto 2013                                      | Note: - Sviluppato da Angry Mob Games. - Pubblicato da Fox Digital Entertainment. |
| Aliens: Armageddon       | 2014                                               | Anno e piattaforma/e: 2014 — Arcade |
| Aliens: Armageddon       | 2014                                               | Note: - Sviluppato da Play Mechanix. - Pubblicato da Raw Thrills. |
| Alien: Isolation         | / 7 ottobre 2014                                   | Anno e piattaforma/e: 2014 — PC, PlayStation 3, PlayStation 4, Xbox 360, Xbox One |
| Alien: Isolation         | / 7 ottobre 2014                                   | Note: - Vagamente basato sui film Alien (1979) e Aliens - Scontro finale (1986). - Sviluppato da The Creative Assembly. - Pubblicato da SEGA. |
| Aliens vs. Pinball       | 26 aprile 2016                                     | Anno e piattaforma/e: 2016 — PC, PlayStation 3, PlayStation 4, PlayStation Vita, Xbox 360, Xbox One, iOS |
| Aliens vs. Pinball       | 26 aprile 2016                                     | Note: - Basato sui film Alien (1979), Aliens - Scontro finale (1986) e Alien vs. Predator (2004). - Sviluppato e pubblicato da Zen Studios. |

Predator: hunting grounds
(vagamente ispirato al film Predator)

### Videogiochi non realizzati
| Titolo                   | Data di uscita prevista | Dettagli |
| ------------------------ | ----------------------- | --- |
| Alien vs Predator        | 1994                    | Anno e piattaforma/e: 1994 — Atari Lynx |
| Alien vs Predator        | 1994                    | Note: - Sviluppato da Image. - Pubblicato da Atari Corporation. - Si tratta di un gioco differente da qualsiasi altro Alien(s) vs. Predator che è stato realizzato. |
| Alien: Resurrection      | 2000                    | Anno e piattaforma/e: 2000 — PC |
| Alien: Resurrection      | 2000                    | Note: - Sviluppato da Argonaut Games. - Pubblicato da Fox Interactive. |
| Alien: Resurrection      | 2000                    | Anno e piattaforma/e: 2000 — Dreamcast |
| Alien: Resurrection      | 2000                    | Note: - Sviluppato da Argonaut Games. - Pubblicato da Fox Interactive. |
| Aliens: Colonial Marines | 2002                    | Anno e piattaforma/e: 2002 — PlayStation 2 |
| Aliens: Colonial Marines | 2002                    | Note: - Sviluppato da Fox Interactive and Check Six Games. - Pubblicato da Electronic Arts. - Vagamente basato sui films Aliens - Scontro finale (1986) e Alien³ (1992). - Si tratta di un gioco differente da Aliens: Colonial Marines, videogioco del 2013 sviluppato dalla Gearbox Software e dalla SEGA per PC, PlayStation 3 e Xbox 360. |
| Aliens Versus Predator   | 2004                    | Anno e piattaforma/e: 2004 — Game Boy Advance |
| Aliens Versus Predator   | 2004                    | Note: - Basato sul film Alien vs. Predator. - Pubblicato da Ubisoft. - Si tratta di un gioco differente da qualsiasi altro Alien(s) vs. Predator che è stato realizzato. |
| Aliens: Crucible         | 2009                    | Anno e piattaforma/e: 2009 — PC, Xbox 360, PlayStation 3 |
| Aliens: Crucible         | 2009                    | Note: - Sviluppato da Obsidian Entertainment. - Pubblicato da SEGA. |

### Videogiochi correlati
| Titolo                             | Data di uscita | Dettagli |
| ---------------------------------- | -------------- | --- |
| The Alien                          | 1982           | Anno e piattaforma/e: 1982 — Apple II |
| The Alien                          | 1982           | Note: - Sviluppato dalla Microcomputer Games, Inc.. - Pubblicato dalla Avalon Hill. - Gameplay e storia basati sul film Alien. - Questo gioco non fa parte del franchising Alien.                              |
| The Alien                          | 1982           | Anno e piattaforma/e: 1982 — Sinclair ZX81 |
| The Alien                          | 1982           | Note: - Pubblicato dalla Personal Software Services. - Gameplay e storia basati sul film Alien. - Questo gioco non fa parte del franchising Alien.                                                             |
| M.U.G.E.N.                         | 1999           | Anno e piattaforma/e: 1999 — Linux, MS-DOS, Microsoft Windows |
| M.U.G.E.N.                         | 1999           | Note: - Sviluppato dalla Elecbyte. - Alien e Predator sono personaggi giocabili del gioco. - Questo gioco non fa parte del franchising Aliens, Predator o Aliens vs. Predator.                                 |
| Counter-Strike                     | 1999           | Anno e piattaforma/e: 1999 — Linux, Xbox, Microsoft Windows, macOS |
| Counter-Strike                     | 1999           | Note: - Sviluppato dalla Valve Corporation. - Alien e Predator sono personaggi giocabili del gioco. - Questo gioco non fa parte del franchising Aliens, Predator o Aliens vs. Predator.                        |
| Counter-Strike: Condition Zero     | 2004           | Anno e piattaforma/e: 2004 — Linux, Microsoft Windows, macOS |
| Counter-Strike: Condition Zero     | 2004           | Note: - Sviluppato dalla Valve Corporation. - Alien e Predator sono personaggi giocabili del gioco. - Questo gioco non fa parte del franchising Aliens, Predator o Aliens vs. Predator.                        |
| Counter-Strike: Source             | 2004           | Anno e piattaforma/e: 2004 — Linux, Microsoft Windows, macOS |
| Counter-Strike: Source             | 2004           | Note: - Sviluppato dalla Valve Corporation. - Alien e Predator sono personaggi giocabili del gioco. - Questo gioco non fa parte del franchising Aliens, Predator o Aliens vs. Predator.                        |
| Minecraft                          | 2011           | Anno e piattaforma/e: 2011 — Linux, Microsoft Windows, macOS, Xbox 360, Xbox One, PlayStation 3, PlayStation 4, PlayStation Vita, Android, iOS, Windows Phone, Raspberry Pi, Universal Windows Platform, Wii U |
| Minecraft                          | 2011           | Note: - Sviluppato da Mojang. - Alien e Predator sono personaggi giocabili del gioco. - Questo gioco non fa parte del franchising Aliens, Predator o Aliens vs. Predator.                                      |
| Counter-Strike: Global Offensive   | 2012           | Anno e piattaforma/e: 2012 — Linux, Microsoft Windows, macOS, Xbox 360, PlayStation 3 |
| Counter-Strike: Global Offensive   | 2012           | Note: - Sviluppato dalla Valve Corporation. - Alien e Predator sono personaggi giocabili del gioco. - Questo gioco non fa parte del franchising Aliens, Predator o Aliens vs. Predator.                        |
| Call of Duty: Ghosts               | 2013           | Anno e piattaforma/e: 2013 — Microsoft Windows, Xbox One, Xbox 360, PlayStation 3, PlayStation 4, Wii U |
| Call of Duty: Ghosts               | 2013           | Note: - Sviluppato dalla Infinity Ward. - Il Predator è giocabile as a Field Order. - Questo gioco non fa parte del franchising Aliens, Predator o Aliens vs. Predator.                                        |
| Soldiers Inc.                      | 2015           | Anno e piattaforma/e: 2015 — Facebook |
| Soldiers Inc.                      | 2015           | Note: - Sviluppato dalla Plarium. - Alien e Predator sono personaggi giocabili del gioco. - Questo gioco non fa parte del franchising Aliens, Predator o Aliens vs. Predator.                                  |
| Mortal Kombat X                    | 2015           | Anno e piattaforma/e: 2015 — Microsoft Windows, Xbox One, PlayStation 4, iOS, Android |
| Mortal Kombat X                    | 2015           | Note: - Sviluppato da Netherrealm Studios. - Alien e Predator sono personaggi giocabili del gioco. - Questo gioco non fa parte del franchising Aliens, Predator o Aliens vs. Predator.                         |
| Ark: Survival Evolved              | 2017           | Anno e piattaforma/e: 2017 — Microsoft Windows, Xbox One, PlayStation 4, macOS, Linux |
| Ark: Survival Evolved              | 2017           | Note: - Sviluppato da Studio Wildcard. - Alien e Predator sono personaggi giocabili del gioco. - Questo gioco non fa parte del franchising Aliens, Predator o Aliens vs. Predator.                             |
| Tom Clancy's Ghost Recon Wildlands | 2017           | Anno e piattaforma/e: 2017 — Microsoft Windows, Xbox One, PlayStation 4 |
| Tom Clancy's Ghost Recon Wildlands | 2017           | Note: - Sviluppato da Ubisoft. - Predator è un personaggio giocabile del gioco. - Questo gioco non fa parte del franchising Predator o Aliens vs. Predator.                                                    |